# Milton Palacios
Milton Geovanny Palacios Wellington (sinh ngày 17 tháng 4 năm 1988 ở Tegucigalpa, Honduras) là một cầu thủ bóng đá người Honduras.